# جامع يلدز
جامع يلدز (بالتركية: Yıldız Hamidiye Camii, Yıldız Camii)‏ هو جامع يقع في إسطنبول. تم انشاءه من قبل السلطان عبد الحميد الثاني عام 1885 م. يقع جامع يلدز في شارع بربروس في بشكتاش على طريق يلدز سراي. قبة الجامع صغيرة وتجلس على مضلع متعدد الأضلاع وفي الجامع ستة عشر نافذة. مأذنة الجامع ذات الشرفة من طراز عمارة المقرنص والمأذنة محززة حتى القمة.